# The Skeleton Key
The Skeleton Key è un film del 2005 diretto da Iain Softley e interpretato da Kate Hudson, Gena Rowlands, Peter Sarsgaard e John Hurt.
La pellicola si basa su una sceneggiatura originale di Ehren Kruger.

## Trama
La giovane Caroline Ellis, per pagarsi gli studi da infermiera, accudisce i malati terminali nelle loro ultime settimane di vita. 
Dopo il decesso dell'anziano da lei assistito in una clinica, Caroline decide di cambiare lavoro per la scarsa sensibilità dimostrata dalla clinica stessa nel trattare la morte dei loro ricoverati. Accetta dunque un nuovo incarico per Benjamin "Ben" Deveraux, l'anziano proprietario di una residenza isolata tra le paludi nei pressi di New Orleans, paralizzato da un ictus e in fase terminale. La vecchia moglie di Ben, Violet, vive nella stessa casa, aiutata nelle questioni legali dal giovane notaio Luke Marshall.
Caroline scopre che, prima di lei, altre cinque assistenti avevano rinunciato allo stesso incarico, ma non si fa scoraggiare e si trasferisce nella sua nuova residenza. Presto, nella casa, la tranquillità iniziale viene turbata da una serie di sconcertanti avvenimenti. Alcuni particolari, come l'assenza di specchi, lo sguardo di Ben che spesso sembra chiederle aiuto, il comportamento misterioso di Violet e soprattutto gli strani rumori provenienti da una porta nascosta in soffitta, fanno sorgere nella ragazza paure e sospetti.
I giorni passano ma nel sentire di nuovo quegli strani rumori Caroline decide di aprire la porta misteriosa in soffitta, nonostante la contrarietà di Violet. Ciò che trova all'interno della stanza segreta è sconcertante: bambole, testi esoterici, vecchie foto della famiglia proprietaria della casa circa 90 anni prima, dischi con riti magici, e altro ancora.
Caroline decide dunque di parlare del sorprendente ritrovamento con Violet, e chiede di sapere la verità. Violet allora racconta la storia della vecchia casa, a partire dal 1920, quando la famiglia del banchiere Thorpe, primo proprietario, aveva impiccato e arso vivi i loro due servi di colore, "Papa" Justify e "Mama" Cecile, dopo aver scoperto che essi praticavano riti hoodoo ai loro due bambini. Quello che ne seguì fu una tragedia: dopo il fallimento della sua banca, Thorpe sparò alla moglie e si uccise, mentre i loro due figli rimasero nella casa fino al 1962. Violet comprò da loro la casa quell'anno. Gli strani fenomeni che avvengono nella proprietà, secondo Violet, sarebbero da imputare agli spiriti dei due servi che a causa della loro morte violenta ancora vagano tra le stanze: essi talvolta si possono vedere riflessi negli specchi, per questo motivo rimossi da tutti gli ambienti.
Caroline decide quindi di confidarsi con la propria migliore amica, Jill, la quale le consiglia di andarsene il prima possibile; così le dice anche l'ex badante di Ben, sicura che nella casa si nasconda qualcosa di terribile. Caroline però non vuole abbandonare Ben, convinta che Violet gli faccia del male. Si reca quindi in un negozio di magia ed esoterismo hoodoo per aiutare Ben a ritrovare la parola, tramite un sortilegio.
La sera stessa, Caroline realizza il sortilegio, e Ben riesce a parlare e a pronunciare una drammatica richiesta di aiuto; Violet però si accorge di tutto, e interrompe bruscamente il rito. La sera successiva Caroline cerca di portare via Ben dalla casa, ma Violet la insegue e tenta di ucciderla a fucilate. Caroline riesce a scappare dopo avere nascosto Ben e corre a casa di Luke, il notaio, per chiedergli soccorso. Luke si rivela però complice della macchinazione: egli possiede infatti oggetti rituali hodoo. Luke tramortisce Caroline e la riporta nella casa dei Deveraux, dove Violet intende sacrificarla.
Caroline, minacciata, si vede costretta ad indicare il nascondiglio di Ben. Rimasta con Luke, riesce a liberarsi e scappa, spargendo in alcune stanze la polvere di mattone, che serve a tenere lontani i nemici. Caroline si rifugia nella soffitta pensando di trovarvi protezione mediante un altro rito magico da lei rinvenuto ("L'invocazione del sacrificio di "Papa" Justify"), ma in realtà tutto ciò faceva parte del diabolico piano di Luke e Violet. 
Caroline viene infatti colpita da Violet con uno strano specchio, e sviene. Quando si sveglia, stranamente si accende una sigaretta, nonostante non avesse mai fumato: la fumatrice era invece Violet. Si comprende quindi che Violet (che si rivela essere "Mama" Cecile) abbia trasferito la sua anima nel più giovane e sano corpo di Caroline, mentre l'anima di Caroline si risveglia nell'ormai decrepito corpo di Violet. Il medesimo scambio era avvenuto in precedenza tra Ben (che in realtà è "Papa" Justify) e Luke. Attraverso gli specchi, si ripercorre la storia dei due neri adepti (Cecile e Justify) dell'hoodoo che, prima di essere linciati, si erano impossessati del corpo dei bambini e, nel 1962, dei corpi dei giovani Violet e Ben, in cerca di casa. I due stregoni vivono quindi, immortali, impossessandosi dei corpi altrui, e scambiandoli con i propri invecchiati. I Thorpe, che pensavano di averli impiccati e bruciati, lo avevano fatto invece ai loro figli. Per "Papa" Justify e "Mama" Cecile si apre un nuovo ciclo, mentre Caroline è rinchiusa, paralizzata ed impotente, in un corpo prossimo alla fine, dividendo lo stesso atroce destino di Luke.

## Accoglienza

### Box Office
Negli Stati Uniti ha incassato 16.057.945 dollari nel suo primo fine settimana, raggiungendo il 2º posto al box office. In totale ha incassato 91.974.818 dollari in tutto il mondo, più che doppiando il suo budget di 43 milioni.

### Critica
Il film ha ricevuto recensioni generalmente contrastanti da parte della critica. Il sito Rotten Tomatoes ha riferito che il 39% dei critici ha dato giudizi positivi, su una base di 142 recensioni. Metacritic riportato che il 47% ha dato un punteggio di 6,2 basato su 32 recensioni.